# マルクス・ゲヌキウス・アウグリヌス
マルクス・ゲヌキウス・アウグリヌス（ラテン語: Marcus Genucius Augurinus、生没年不詳）は共和政ローマの政治家・軍人。紀元前445年に執政官を務めた。

## 経歴
紀元前445年、アウグリヌスは執政官に選出された。同僚はガイウス・クルティウス・ピロである。この年ローマでは、護民官の1人ガイウス・カヌレイウスがパトリキとプレブスの通婚を許す法案 (カヌレイウス法) を提出、残った9人の護民官も、執政官をプレブスからも選べるようにする法案を出していた。更に国外では、昨年 (フススとバルバトゥスIIIIの年) アリキアとアルデアとの紛争仲裁に乗じてローマが領土を奪ったアルデアが離反、ウェイイの蠢動、ウォルスキ族とアエクイ族も街道を脅かしていた。元老院はこの外患を強調して法案を葬り去ろうとしたが、カヌレイウスは集会を開いて強硬に反対した。
元老院では両執政官が、国内不和の原因はプレブスにあり、パトリキが保持していた神聖な鳥卜権の侵害と氏族瓦解の危機であるとカヌレイウスを批判。王政から受け継いだ執政官の権威をなんとしても固守することを誓った。一方カヌレイウスは集会で演説し、これまでローマではヌマ・ポンピリウスといった異国人を王とし、同じく異国人であったクラウディウス氏族を始めとした人々が執政官となってきたことを挙げ、パトリキとプレブスの通婚禁止はわずか5年前の悪名高い十人委員会が決めたことであり、同じ国の市民を分断しようとしているのはパトリキの方であると執政官側を批判。通婚権の回復と身分の流動化による市民の一体化なくして、プレブスが募兵に応じることはないと呼びかけた。
ここで執政官が集会に現れ、カヌレイウスは執政官に向かって直接問いただした。執政官は、鳥卜権はパトリキのものであり、十人委員会が通婚を禁じたのは、神聖な鳥卜権を純血によって守るためだと答えてしまった。これはプレブスは神々に忌避されていると言ったも同然であり、怒り狂ったプレブスたちの猛抗議に押されてカヌレイウス法の成立を認めることとなった。これを見たカヌレイウス以外の護民官たちは勢いづき、拒否権を発動して執政官関連法案通過へのプレッシャーを強めた。戦争が目前ということもあり、執政官経験者が集まって対応を協議。結果執政官職はそのままに、プレブスも就任できるトリブヌス・ミリトゥム・コンスラリ・ポテスタテ (執政官権限を有する軍司令官、執政武官) の設立が決定され、護民官はこれを受け入れた。次の執政武官を決める選挙が開催されたが、パトリキの恐れとは裏腹に、選出されたのは全員パトリキであったという。